# Aletia lalbum
Aletia lalbum is een vlinder uit de familie van de uilen (Noctuidae). De wetenschappelijke naam is gepubliceerd in 1767 door Linnaeus.